# DS 7 Crossback
DS 7 Crossback is een van de producten van het Franse automerk DS Automobiles en het eerste type dat door dit merk werd ontworpen; de andere typen DS werden ontworpen onder de vlag van Citroën. Er is ook een variant, de DS 7 Crossback E-Tense 4X4, een plug-inhybride met vierwielaandrijving.  
De aandrijving geschiedt door een 130 pk of 180 pk dieselmotor, of door een 180 of 225 pk benzinemotor. Ook is een hybride 4-wielaandrijving mogelijk met een elektromotor op de vooras en een op de achteras en een benzinemotor, waarbij het gecombineerd vermogen 300 pk bedraagt.
DS presenteert op 27 juni 2022 de gerestylede versie van de DS 7 Crossback die vergelijkbaar is met de recente DS 4 II. Het verliest bij deze gelegenheid zijn naam "Crossback" en wordt DS 7, wat al zijn naam was in China.